# Новикова, Юлия Сергеевна
Юлия Сергеевна Новикова (девичья фамилия Съедина, родилась 9 ноября 1980) — МСМК,
российская ориентировщица, серебряный призёр чемпионатов мира и Европы по спортивному ориентированию.
Родом из Белгорода. Жена лидера мужской сборной команды Валентина Новикова.
На чемпионате мира по спортивному ориентированию в Чехии в 2008 в составе эстафетной команды (Татьяна Рябкина, Юлия Новикова и Галина Виноградова) завоевала серебряную медаль. Эта медаль стала первой российской медалью в женской эстафете на чемпионатах мира по ориентированию бегом.